# Louis Bulteau
Pour les articles homonymes, voir Bulteau.

Trattato dell'usura, 1790 (Milan, Fondation Mansutti).

Louis Bulteau était un historien français né à Rouen en 1625, et mort à l'Abbaye de Saint-Germain-des-Prés en 6 avril 1693. 

## Biographie
Il fut pendant quatorze années secrétaire du roi. Il quitta sa charge en 1661 au profit de son frère Charles Bulteau pour se consacrer exclusivement à l'histoire. Il se retira successivement à l'abbaye de Jumièges, à celle de Saint-Germain-des-Prés, puis à Paris où il finit sa vie comme frère convers chez les Mauristes. Il étudia principalement l'histoire monastique.

## Œuvres
On lui doit :
- l’Histoire des moines de l'Orient (de Saint-Antoine au VIIe siècle) (1678)
- un Essai de l'Histoire Monastique d'Orient (1680) ;
- un Abrégé de l'Histoire de l'Ordre de Saint-Benoît (1684-1694) ;
- puis de 1684 à 1694, l’Histoire de Saint-Benoît et des moines d'Occident.

Il a traduit :
- les Dialogues de Saint Grégoire le Grand (1689) ;
- l’Introduction à la sagesse de Juan Luis Vivès (1670).

## Source
Cet article comprend des extraits du Dictionnaire Bouillet. Il est possible de supprimer cette indication, si le texte reflète le savoir actuel sur ce thème, si les sources sont citées, s'il satisfait aux exigences linguistiques actuelles et s'il ne contient pas de propos qui vont à l'encontre des règles de neutralité de Wikipédia.